# Близькодіюча внутрімолекулярна взаємодія
Близькодіюча внутрімолекулярна взаємодія (рос. близкодействующее внутримолекулярное взаимодействие, англ. short-range intramolecular interaction) — у хімії полімерів — стерична або інша взаємодія, котрої зазнають атоми, групи атомів або ті й інші, розташовані поруч у ланцюзі. Атоми або групи, що взаємодіють, зазвичай віддалені одне від одного менш, ніж 10 послідовними зв'язками у ланцюгу. В разі, коли не виникає непорозумінь, можна випустити слово «внутрімолекулярні».